# Carquefou
Carquefou település Franciaországban, Loire-Atlantique megyében. Lakosainak száma 20 535 fő (2022. január 1.). Carquefou Sucé-sur-Erdre, Saint-Mars-du-Désert, La Chapelle-sur-Erdre, Nantes, Sainte-Luce-sur-Loire, Thouaré-sur-Loire és Mauves-sur-Loire községekkel határos.

## Népesség
A település népességének változása:
| Lakosok száma | 3744 | 9664 | 12 877 | 17 898 | 18 646 | 19 411 | 19 805 | 20 365 | 20 463 | 20 535 |
|               | 1968 | 1982 | 1990   | 2006   | 2013   | 2015   | 2017   | 2019   | 2020   | 2022   |